# Mervin Tran
Mervin Tran (Regina, Saskatchewan, 22 de setembro de 1990) é um patinador artístico canadense. Atualmente compete pelos Estados Unidos com Olivia Serafini. Ele conquistou com Narumi Takahashi uma medalha de bronze em campeonatos mundiais e foi tetracampeão do campeonato nacional japonês.

## Principais resultados

### Duplas

#### Com Olivia Serafini pelos Estados Unidos
| Campeonato dos Estados Unidos | 13.º |

#### Com Marissa Castelli pelos Estados Unidos
| Resultados | Resultados    | Resultados        | Resultados        | Resultados    | Resultados    | Resultados    | Resultados    | Resultados    | Resultados    | Resultados    | Resultados    | Resultados    | Resultados    | Resultados    |
| Internacional | Internacional | Internacional     | Internacional     | Internacional | Internacional | Internacional | Internacional | Internacional | Internacional | Internacional | Internacional | Internacional | Internacional | Internacional |
| Evento/Temporada                                                                                                   | 2014– 2015    | 2015– 2016        | 2016– 2017        | 2017– 2018    |               |               |               |               |               |               |               |               |               |               |
| --- | ------------- | ----------------- | ----------------- | ------------- | ------------- | ------------- | ------------- | ------------- | ------------- | ------------- | ------------- | ------------- | ------------- | ------------- |
| Campeonato dos Quatro Continentes                                                                                  |               | 6.º               |                   |               |               |               |               |               |               |               |               |               |               |               |
| GP Internationaux de France                                                                                        |               | 6.º               | 5.º               | 6.º           |               |               |               |               |               |               |               |               |               |               |
| GP Rostelecom Cup                                                                                                  |               |                   |                   | 7.º           |               |               |               |               |               |               |               |               |               |               |
| GP Skate America                                                                                                   |               |                   | 7.º               |               |               |               |               |               |               |               |               |               |               |               |
| GP Skate Canada International                                                                                      |               | 4.º               |                   |               |               |               |               |               |               |               |               |               |               |               |
| CS Autumn Classic International                                                                                    |               |                   | Medalha de bronze | 4.º           |               |               |               |               |               |               |               |               |               |               |
| CS U.S. International Classic                                                                                      |               | Medalha de prata  |                   |               |               |               |               |               |               |               |               |               |               |               |
| Skate Canada Autumn Classic                                                                                        |               | Medalha de prata  |                   |               |               |               |               |               |               |               |               |               |               |               |
| Nacional |               |                   |                   |               |               |               |               |               |               |               |               |               |               |               |
| Campeonato dos Estados Unidos                                                                                      | 6.º           | Medalha de bronze | Medalha de prata  | 6.º           |               |               |               |               |               |               |               |               |               |               |
| |               |                   |                   |               |               |               |               |               |               |               |               |               |               |               |
| Legenda: GP = Grand Prix; CS = Challenger Series; Competição não fez parte do GP/CS; Competição fez parte do GP/CS |               |                   |                   |               |               |               |               |               |               |               |               |               |               |               |

#### Com Natasha Purich pelo Canadá
| Resultados                        | Resultados    | Resultados    | Resultados    | Resultados    | Resultados    | Resultados    | Resultados    | Resultados    | Resultados    | Resultados    | Resultados    | Resultados    | Resultados    | Resultados    |
| Internacional                     | Internacional | Internacional | Internacional | Internacional | Internacional | Internacional | Internacional | Internacional | Internacional | Internacional | Internacional | Internacional | Internacional | Internacional |
| Evento/Temporada                  | 2013– 2014    |               |               |               |               |               |               |               |               |               |               |               |               |               |
| --------------------------------- | ------------- | ------------- | ------------- | ------------- | ------------- | ------------- | ------------- | ------------- | ------------- | ------------- | ------------- | ------------- | ------------- | ------------- |
| Campeonato dos Quatro Continentes | 5.º           |               |               |               |               |               |               |               |               |               |               |               |               |               |
| GP Trophée Éric Bompard           | 6.º           |               |               |               |               |               |               |               |               |               |               |               |               |               |
| Nebelhorn Trophy                  | 6.º           |               |               |               |               |               |               |               |               |               |               |               |               |               |
| Nacional                          |               |               |               |               |               |               |               |               |               |               |               |               |               |               |
| Campeonato Canadense              | 4.º           |               |               |               |               |               |               |               |               |               |               |               |               |               |
|                                   |               |               |               |               |               |               |               |               |               |               |               |               |               |               |
| Legenda: GP = Grand Prix          |               |               |               |               |               |               |               |               |               |               |               |               |               |               |

#### Com Narumi Takahashi pelo Japão

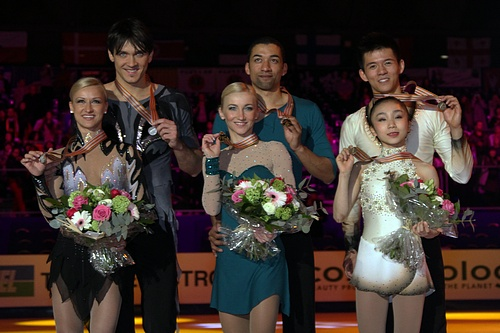
Takahashi e Tran no pódio do Campeonato Mundial de 2012.

| Resultados | Resultados      | Resultados        | Resultados        | Resultados        | Resultados        | Resultados    | Resultados    | Resultados    | Resultados    | Resultados    | Resultados    | Resultados    | Resultados    |
| Internacional | Internacional   | Internacional     | Internacional     | Internacional     | Internacional     | Internacional | Internacional | Internacional | Internacional | Internacional | Internacional | Internacional | Internacional |
| Evento/Temporada | 2007– 2008      | 2008– 2009        | 2009– 2010        | 2010– 2011        | 2011– 2012        | 2012– 2013    |               |               |               |               |               |               |               |
| --- | --------------- | ----------------- | ----------------- | ----------------- | ----------------- | ------------- | ------------- | ------------- | ------------- | ------------- | ------------- | ------------- | ------------- |
| Campeonato Mundial |                 |                   |                   | 9.º               | Medalha de bronze |               |               |               |               |               |               |               |               |
| Campeonato dos Quatro Continentes |                 |                   | 5.º               | 7.º               | 5.º               |               |               |               |               |               |               |               |               |
| GP Grand Prix Final |                 |                   |                   |                   | 6.º               |               |               |               |               |               |               |               |               |
| GP Cup of China |                 |                   |                   |                   |                   | WD            |               |               |               |               |               |               |               |
| GP NHK Trophy |                 |                   | 8.º               | Medalha de bronze | Medalha de prata  | WD            |               |               |               |               |               |               |               |
| GP Rostelecom Cup |                 |                   |                   | Medalha de prata  |                   |               |               |               |               |               |               |               |               |
| GP Skate Canada International |                 |                   |                   |                   | 4.º               |               |               |               |               |               |               |               |               |
| Internacional – Júnior |                 |                   |                   |                   |                   |               |               |               |               |               |               |               |               |
| Campeonato Mundial Júnior | 15.º            | 7.º               | Medalha de prata  | Medalha de bronze |                   |               |               |               |               |               |               |               |               |
| JGP JGP Final |                 | 7.º               | Medalha de prata  | Medalha de ouro   |                   |               |               |               |               |               |               |               |               |
| JGP JGP Alemanha | 6.º             |                   |                   | Medalha de prata  |                   |               |               |               |               |               |               |               |               |
| JGP JGP Estados Unidos |                 |                   | Medalha de bronze |                   |                   |               |               |               |               |               |               |               |               |
| JGP JGP Estônia | 12.º            |                   |                   |                   |                   |               |               |               |               |               |               |               |               |
| JGP JGP México |                 | 4.º               |                   |                   |                   |               |               |               |               |               |               |               |               |
| JGP JGP Polônia |                 |                   | Medalha de ouro   |                   |                   |               |               |               |               |               |               |               |               |
| JGP JGP Reino Unido |                 | Medalha de bronze |                   | Medalha de prata  |                   |               |               |               |               |               |               |               |               |
| Nacional |                 |                   |                   |                   |                   |               |               |               |               |               |               |               |               |
| Campeonato Japonês |                 | Medalha de ouro   | Medalha de ouro   | Medalha de ouro   | Medalha de ouro   |               |               |               |               |               |               |               |               |
| Campeonato Japonês – Júnior | Medalha de ouro |                   |                   |                   |                   |               |               |               |               |               |               |               |               |
| Equipes |                 |                   |                   |                   |                   |               |               |               |               |               |               |               |               |
| Troféu Mundial por Equipes |                 |                   |                   |                   | 1T/3P             |               |               |               |               |               |               |               |               |
| |                 |                   |                   |                   |                   |               |               |               |               |               |               |               |               |
| Legenda: GP = Grand Prix; JGP = Grand Prix Júnior; WD = Abandonou; T = Posição da equipe; P = Posição individual; Competição não foi disputada nesta temporada |                 |                   |                   |                   |                   |               |               |               |               |               |               |               |               |